# Second gouvernement pré-constitutionnel
 (mars 2025).
Si vous disposez d'ouvrages ou d'articles de référence ou si vous connaissez des sites web de qualité traitant du thème abordé ici, merci de compléter l'article en donnant les références utiles à sa vérifiabilité et en les liant à la section « Notes et références ».
Royaume d'Espagne
Arias III Suárez II
Le gouvernement Suárez I est le gouvernement du royaume d'Espagne entre le 8 juillet 1976 et le 5 juillet 1977.
Dirigé par le nouveau président du gouvernement, Adolfo Suárez, précédemment secrétaire général du Mouvement national, ce gouvernement se compose de 19 ministres.
Il est formé à la suite du renvoi de Carlos Arias Navarro, au pouvoir depuis janvier 1974 et dernier chef du gouvernement nommé par Francisco Franco.
Il succède donc au gouvernement Arias III, premier cabinet constitué à la suite du couronnement de Juan Carlos Ier.
Le 24 août 1976, Suárez présente le projet de loi pour la réforme politique (LRP) en Conseil des ministres, qui prévoit la liquidation de l'Espagne franquiste par l'instauration d'un véritable État de droit et la transformation de l'assemblée monocamérale et corporatiste des Cortes d'Espagne en parlement bicaméral élu démocratiquement, les Cortes Generales. Le texte est approuvé le 18 novembre par 425 voix pour, un vote connu sous le surnom de « hara-kiri des Cortes franquistes ». Un référendum organisé le 15 décembre permet la ratification de la LRP par 94,2 % des suffrages exprimés, 77,8 % des inscrits s'étant rendus aux urnes.
Suárez participe l'année qui suit à  la fondation de l'Union du centre démocratique (UCD), dont il prend la présidence. L'UCD remporte les élections générales constituantes du 15 juin 1977, ce qui lui permet de former son deuxième gouvernement.

## Contexte

### L'entre-deux critique du printemps 1976

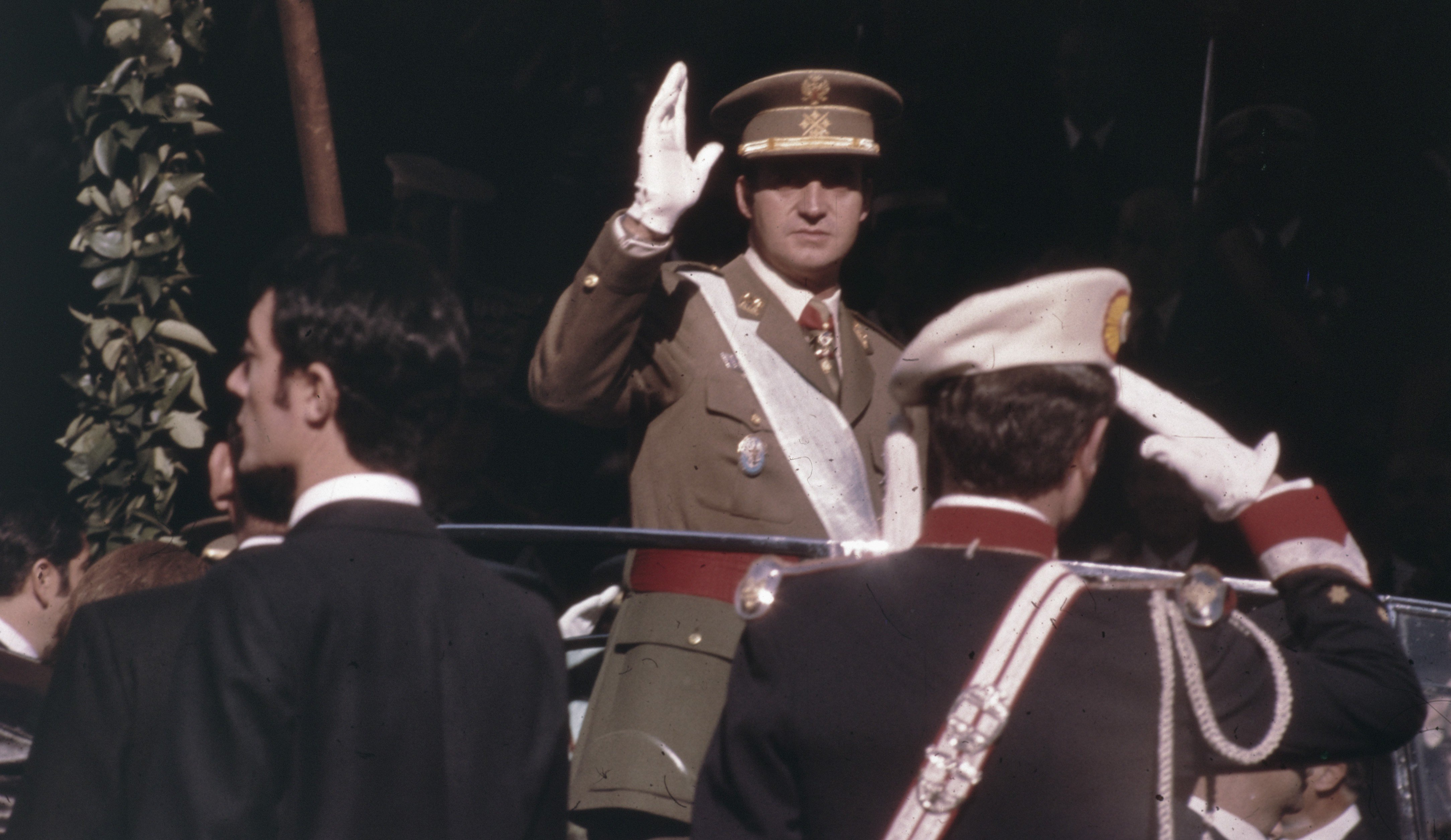
Juan Carlos le 22 novembre 1975

Depuis le 22 novembre 1975 Juan Carlos de Bourbon, successeur désigné du général Franco, est roi d'Espagne. Il se retrouve titulaire de tous les pouvoirs du dictateur, donc à la tête du dernier État autoritaire d'Europe de l'Ouest. Les commentateurs estiment qu'il amendera le régime franquiste vers la démocratie. Cependant, la reconduction du dernier chef du gouvernement de Franco, Carlos Arias Navarro, brouille leur analyse.,
Pourtant en coulisses, le roi, aidé en cela par le président des Cortes, Torcuato Fernández-Miranda, prépare la réforme du régime vers la démocratie. La nomination du cabinet Arias III n’est constitué que pour donner du temps à Juan Carlos de trouver un potentiel chef de gouvernement en adéquation avec son projet démocratique, mais aussi pour calmer les ardeurs de blocages systémiques du Búnker. Juan Carlos ne veut pas, à ce stade, provoquer de rupture brutale dès les premiers jours de son règne, face à la nervosité des franquistes ultra.  
Cependant, l'erratisme et l'incohérence d'Arias Navarro depuis 1974 ont terni son capital politique. On le taxe volontiers « d’immobilisme ». Les membres du Búnker font certes bloc derrière le dernier chef de gouvernement nommé par Franco, mais ne semblent pas désireux de l’aider à se maintenir le plus longtemps possible au pouvoir*. Eux aussi se cherchent un candidat potentiel à la présidence du gouvernement pour neutraliser le roi. Du côté de l’opposition, c’est une question de principe, pas de discussion directe avec « le boucher de Malaga ». Arias n’en demande pas mieux.      

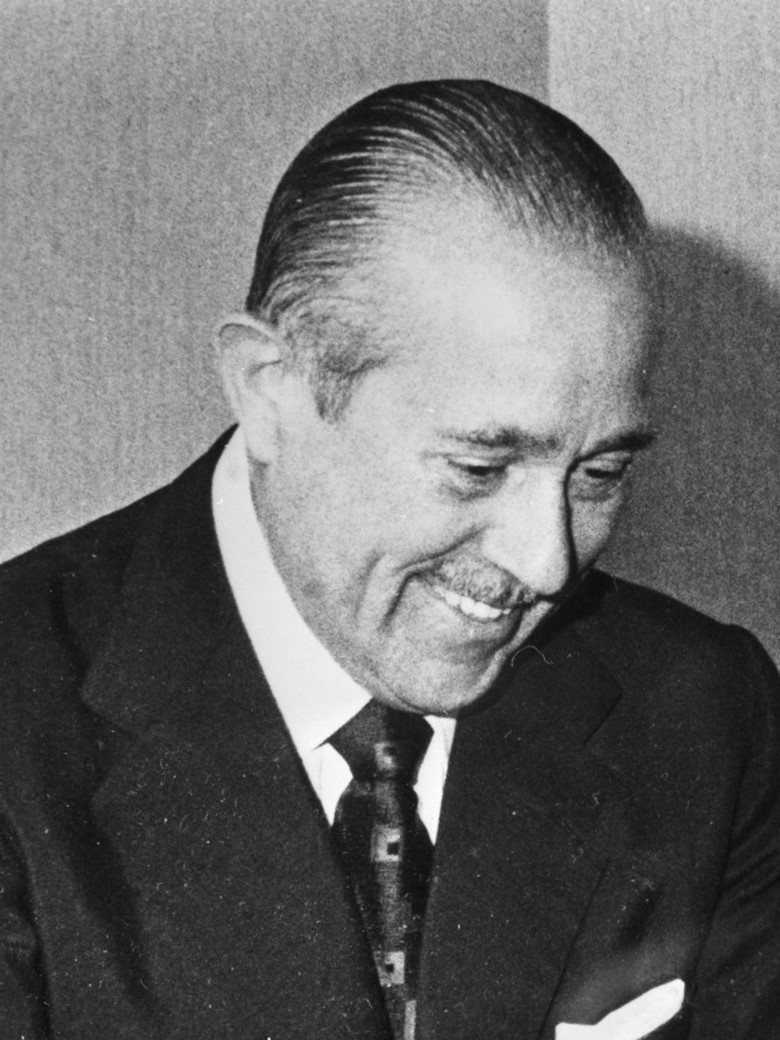
Carlos Arias Navarro

Dernier point non négligeable, Juan Carlos et Carlos Arias Navarro ne s’aiment pas. Durant l’agonie de Franco, les deux hommes se sont affrontés sur le Sahara occidental : les différentes initiatives de Juan Carlos pour dégager l’Espagne d’un possible conflit avec le Maroc ont agacé Arias Navarro au point qu’il menaça de démissionner. Cet épisode a laissé des traces indélébiles dans leur relation. Juan Carlos fait donc en sorte d’annihiler l’autorité de son chef de gouvernement sur son propre gouvernement, tout en le poussant à engager un plan de réforme sur les institutions, le droit du travail, la liberté syndicale et d’association.      
Il espère aussi profiter des divisions et de la relative apathie de l'opposition antifranquiste : le Parti communiste est isolé et a mauvaise réputation depuis la fin de la guerre civile mais a une forte présence clandestine en Espagne et une aura indéniable ; le Parti socialiste a tardé à se réorganiser et vient de subir une querelle de générations en 1974 au Congrès de Suresnes (es) ; le centre et la droite antifranquistes sont une galaxie difforme de courants idéologiques qui vont de la social-démocratie en passant par les libéraux, les démocrates-chrétiens et les monarchistes, qui sont plus ou moins en concurrences les uns des autres. Fait notable depuis le « concubinage de Munich », en 1962, ces derniers sont passés d'une « opposition tolérée » à une « opposition persécutée » par le régime et depuis 1969 le comte de Barcelone est dans un isolement relatif mais jouit d'une certaine popularité au sein de la vieille droite anti-franquiste ,.  
Du côté républicain (hors communistes et socialistes) la situation n'est guère brillante : malgré plusieurs tentatives de rapprochement, ce camp est extrêmement divisé. L'antagonisme et la méfiance entre communistes et socialistes y est pour beaucoup. Pire, les cadres de la Seconde République en exil ne se sont pas renouvelés et se sont petit à petit coupés de la situation intérieure espagnole. Par conséquent, le gouvernement en exil mené par José Maldonado González et Fernando Valera Aparicio (es) fait plus office d'association d'aide aux exilés républicains. Malgré tout, il entretient des relations avec une partie des pays sud-américains hispanophones, l’URSS et les pays du bloc socialiste. En Europe, seule la Yougoslavie maintient sa reconnaissance officiel aux exilées espagnoles
L'intérêt du premier cabinet de la monarchie, qui durera 7 mois, réside dans la confrontation entre, pour simplifier, deux conceptions antagonistes de la transition. D’une part, le projet du gouvernement : une réforme modérée et contrôlée du processus constitutionnel en écartant d’office l’opposition et restant, tout du moins dans l’esprit, dans le franquisme. D’autres, toujours au sein du gouvernement, sont plutôt ouverts, sur le principe, à une discussion avec l’opposition.      
Mais le vrai intérêt, pour Juan Carlos, c’est de démontrer, aux caciques du régime, que le Franquisme sans Franco, c’est terminé. Et qu’il peut, dorénavant, faire acte de son droit d’inventaire pour liquidation définitive.      

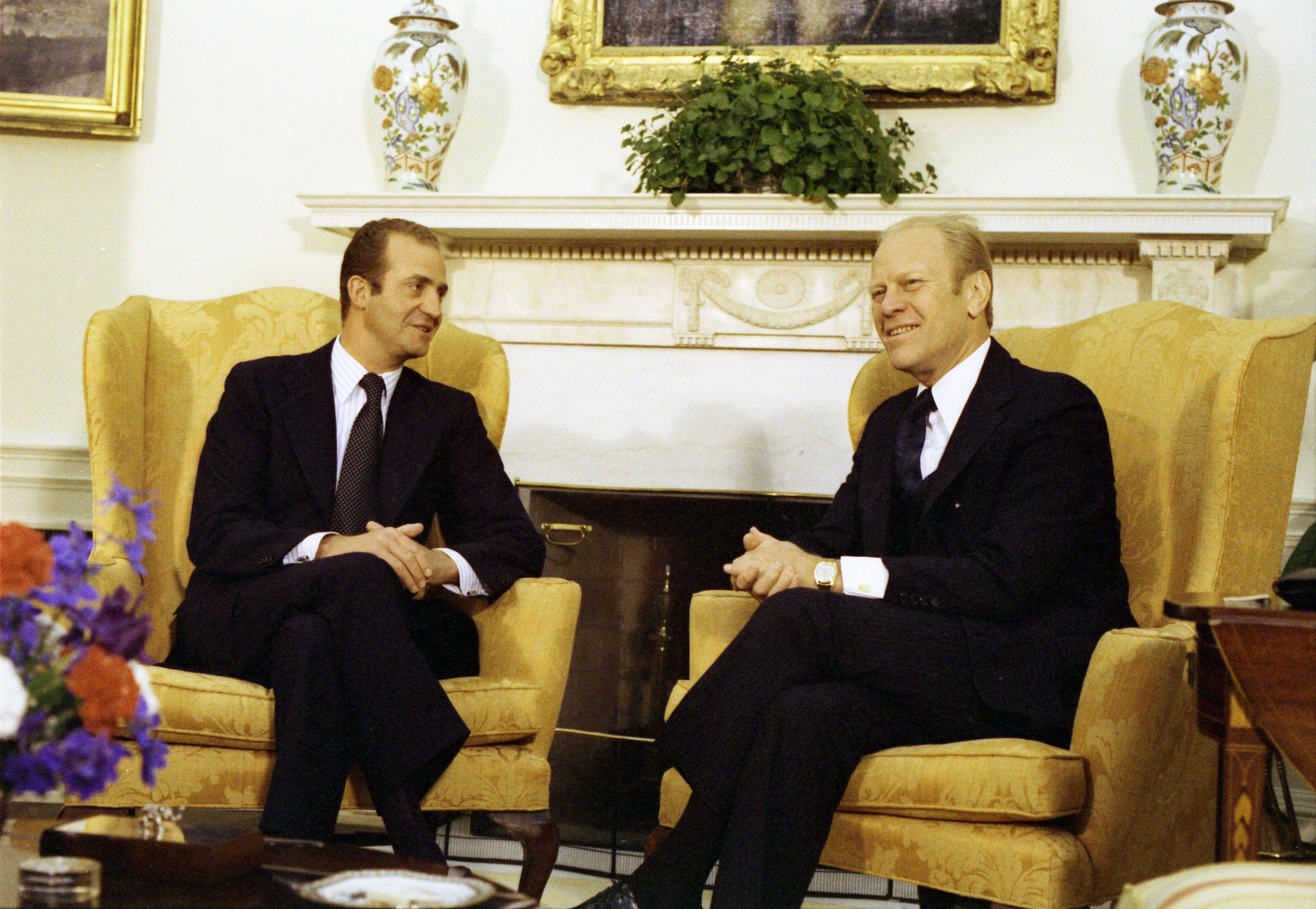
Juan Carlos et Gerald Ford

Après avoir sondé Washington sur ses intentions, Juan Carlos prétextant d’une dernière foucade du Búnker au Cortes espagnoles, fixe au 1er juillet 1976 la date du grand chambardement ministériel. L’affaire doit aller vite pour éviter que les Ultras puissent réagir, on profite donc de la réunion bi-hebdomadaire du Conseil du Royaume pour étouffer les soupçons.      
Après 3 jours de délibérations, une liste de 3 noms est remise au monarque. Par ordre décroissant des voix obtenues, cette liste se compose de Federico Silva Muñoz, ex-ministre des Travaux publics (15), Gregorio López-Bravo, ex-ministre des Affaires étrangères (13) et Adolfo Suárez, ministre-secrétaire général du mouvement (12).  Juan Carlos choisit Adolfo Suárez ; consternation et perplexité dans la presse et la classe politique espagnole, opposition comprise. Malgré un discours remarqué lors de l‘examen sur la Loi d’association, Suárez ne semble pas être le bon candidat pour mener la réforme du régime : il est peu ou pas connu par l’opinion publique, n’a pas l’envergure politique d’un Manuel Fraga ou José María de Areilza et ses responsabilités au sein du Moviento, parti unique du régime, lui font mauvaise presse. Pio Cabanillas se montre indigné et préconise la mise en quarantaine du nouveau Président du gouvernement, tandis que le secrétaire du PCE Santiago Carrillo, déclare « il y a peu à espérer. » Cette unanimité générale fera dire à l’historien Franquiste Ricardo de la Cierva, dans son billet politique du 8 juillet publié dans El País « ! Qué error ! Qué inmenso error ! » .

### La Formation du gouvernement

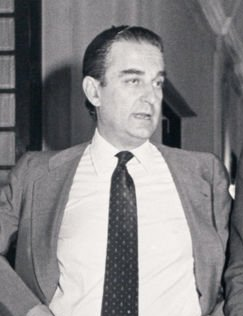
Landelino Lavilla.
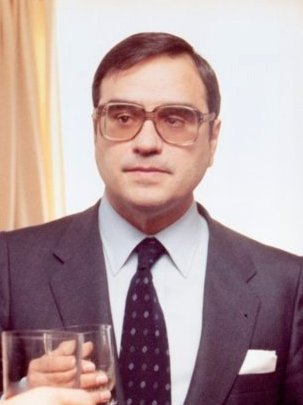
Rodolfo Martín Villa.
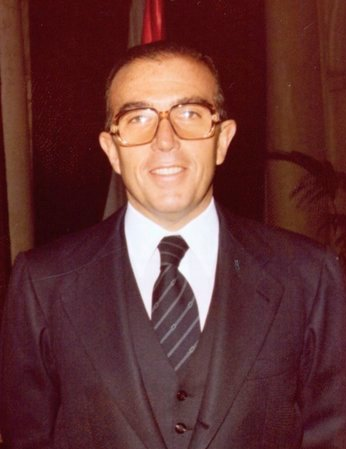
Marcelino Oreja.
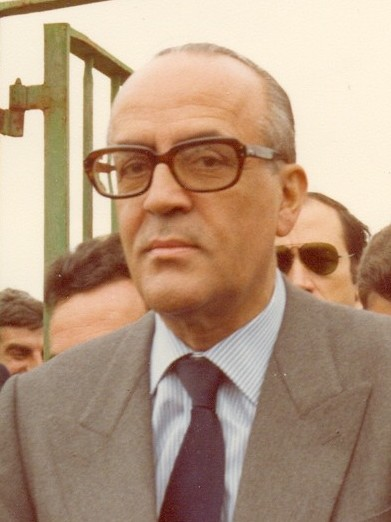
Leopoldo Calvo-Sotelo.
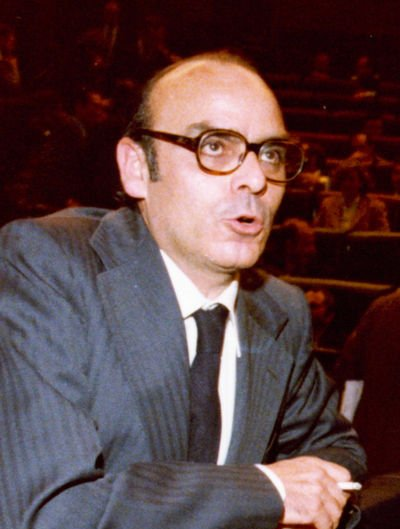
Fernando Abril.

La nomination de Suárez fut tellement accueillie avec hostilité et mépris, par l’ensemble des réformistes du gouvernement précédent, que ceux-ci refusent de rejoindre le nouveau cabinet. Pis, José Maria de Areilza et Manuel Fraga tente de faire revenir le roi sur sa décision en lui écrivant une lettre et entraver la formation du nouveau gouvernement. Pio Cabanillas fait pression sur ses amis de FEDISA pour rejeter tout offre de participation gouvernementale. En refusant de participer à la formation du nouveau gouvernement, Fraga, Areilza et Cabanillas laissent le champ libre à une nouvelle génération de jeune réformateur qui n’avait pas cacher leurs hostilités face au réformisme timoré à la sauce Arias. À cet effet, Suárez nomme à la Vice-présidence, le ministre de la Présidence Alfonso Osorio membre du groupe Tácito et de l’Union démocratique espagnole qui en retour proposa à Suárez de recruter ses ministres dans la mouvance démocrate-chrétienne, lié aux secteurs catholiques du franquisme. Parmi eux : Landelino Lavilla Alsina (Justice), Marcelino Oreja Aguirre (Affaire étrangère), Eduardo Carriles Galarraga (Finances), Andrés Reguera Guajardo (Information et Tourisme), Enrique de la Gorostizaga (Relations Syndicales). Seul Leopoldo Calvo-Sotelo, ministre du commerce dans le précédent gouvernement, est réintégré dans le cabinet Suárez, aux Travaux publics.  
Toutefois, Suárez reconduit les ministres militaires, à savoir le général Fernando de Santiago Vice-président de l’ancien gouvernement, Pacheco (Armée de Terre), Iribarnegaray (Armée de l’Air), Pita da Veiga (Marine). On estimait qu’il était inutile de déstabiliser les forces armées, surtout depuis les évènements de Vittoria et Montejuna.   
Suárez fait rentrer dans le gouvernement 3 de ses amis : Fernando Abril à l’Agriculture, Ignacio García López au secrétariat général du Mouvement et José Lladó au Commerce.   
Rodolfo Martín Villa, est promu au ministère de l'intérieur. Bien qu’issue du secteur Catholique du moviento, il ne fait pas partie de la mouvance « démocrate-chrétienne » du régime. Mais c’est un ancien leader du syndicat étudiant du régime, membre de l’association catholique de propagande (ANCdP), très critique du régime. Il entraine avec lui 2 autres membres de l’ANCdP au gouvernement, Aurelio Menéndez à l’éducation et Francisco Lozano Vicente au logement, bien qu’il occupât déjà ce même ministère dans le cabinet précèdent.   
Enfin, Carlos Pérez de Bricio, qui ne fait n’y parti du mouvement où des mouvances réformatrices interne du régime, est reconduit au ministère de l’industrie.   
En éliminant les anciens leader réformistes, Suárez dispose d'une équipe soudée qui partagent une même vision de l'avenir politique de l'Espagne. Le gouvernement peut compter sur l'appui sans réserve du roi, qui d'ailleurs manifeste publiquement son soutien lors du premier conseil des ministres, qu’il préside exceptionnellement. Il se félicite à cette occasion de « l'arrivée d'une nouvelle génération au conseil des ministres et à la tête des départements ministériels », et encouragea le nouveau gouvernement à avancer dans la voie de la réforme : « Attelez-vous sans tardez à la tâche. Délibéré sereinement, consultez tous ceux qui s'intéressent nettement aux affaires publiques, prenez les décisions qui s'imposent et agissez sans peur. Que votre gouvernement soit un gouvernement fort dans un état fort. » 

### Le programme de gouvernement
L'horizon de la réforme proposée par Arias était celui d'une démocratie limitée non calquée sur les démocraties voisines mais créatrice d'un modèle espagnol spécifique . Cette démocratie sera monarchique selon les principes du 18 juillet 1936 : représentative non pas sur la base du suffrage universel mais elle sur un mode corporatiste. Il n’envisageait même pas un dialogue avec l’opposition, au grand désespoir de Juan Carlos qui, lui, rencontre et prend contact avec celle-ci. Il constate aussi que l’opposition s’est fortement polarisée durant ces derniers mois face à la politique répressive du gouvernement. Il y a donc une forme d’indisposition de l'opposition face au nouveau gouvernement que le roi a nommé. Adolfo Suárez est conscient de la méfiance qu’il inspire, que ce soit en interne ou en externe, c’est pourquoi le 6 juillet, il s'adresse aux Espagnols à travers une allocution télévisée dans laquelle il clarifie ses intentions : 
« El gobierno que presidiré no presenta opciones partidistas. Asumirá las funciones de representante legítimo para establecer un juego político abierto a todos. El objectivo final es muy concreto : los gobiernos del futuro deben ser resultado del libre ascenso de la mayoría de los Españoles. »
« Le gouvernement que je vais présider ne représente aucune option partisane. Il assumera les fonctions d'un mandataire légitime afin de mettre en place un jeu politique ouvert à tous. L'objectif final est très concret : les gouvernements du futur doivent être le résultat de la libre remontée de la majorité des Espagnols. »
Tournant le dos à toute la rhétorique passée dans une ambiance décontractée, le nouveau président du gouvernement annonce de manière concrète son programme d'action, en promettant une réforme législative destinée à permettre « l'adaptation des textes légaux à la réalité nationale, la garantie de l'exercice responsable de la liberté d'expression, le dialogue avec tous les groupes politiques, y compris ceux de l'opposition ». Il se déclaré en outre « conscient de l'importance du fait régional » et s'engage à accorder « une plus grande autonomie aux régions en favorisant la création d'instruments de décision et de représentation propres à chaque région ».    
La crise économique n’est pas oubliée : « […] abordé avec détermination et cohérence les problèmes socio-économiques ». Mais le mauvais souvenir de Villar Mir  et de sa remarque sur les salaires, qui avait six mois plutôt, mis en grève l’ensemble de la fonction publique ainsi que du métro de Madrid, véritable top départ de l’ébullition de la Rue, rendait compliqué le recours à une politique d'austérité nécessairement impopulaire, qui compliquerait considérablement le processus politique. Il faut donc décider de réaliser en priorité la réforme politique, car pour aborder en profondeur et avec des chances de succès la crise économique, il était nécessaire d'établir au préalable, et rapidement, les règles du jeu politique et social. Bien que depuis mai, la liberté de Réunion fut accordée.   
Pour conclure, Suárez s'engage, l’instar des promesses d’avril mais dans un autre contexte, à organiser des élections générales avant le 30 juin 1977.    
Cette déclaration télévisée du nouveau chef de gouvernement surprit ses détracteurs par les engagements précis qu'elle contenait : bien qu’il dispose de tous les prérequis nécessaires pour obtenir la confiance des membres du régime (il en connaît les arcanes, a servi dans les secteurs décisifs : l'information, l'administration provinciale et il connaît mieux que quiconque les hommes, les structures du mouvement et son idéologie), le Bunker avait désormais en face de lui un homme qui jouissait de la confiance du roi et qui, contrairement à Arias Navarro, ne se considérait pas comme l'exécuteur testamentaire de Franco. L’opposition, qui s’était rapprochée au sein de coalitions durant le printemps, reste circonspecte et attend des gages. Quant aux procuradores (les parlementaires du régime), se « marais » dont l'opinion évolue au gré des circonstances et des manipulations/pressions du Bunker, ils comprirent que la conjecture était devenue nettement favorable aux partisans de la réforme.

## Composition
| Poste | Titulaire                                                                                          |
| --- | -------------------------------------------------------------------------------------------------- |
| Président du gouvernement | Adolfo Suárez González                                                                             |
| Premier vice-président du gouvernement Premier vice-président du gouvernement, chargé des Affaires de la Défense (23/09/1976) Ministre sans portefeuille | Fernando de Santiago y Díaz de Mendívil (jusqu'au 23/09/1976) Manuel Gutiérrez Mellado             |
| Deuxième vice-président du gouvernement Ministre de la Présidence                                                                                        | Alfonso Osorio García                                                                              |
| Ministre des Affaires étrangères | Marcelino Oreja Aguirre                                                                            |
| Ministre de la Justice | Landelino Lavilla Alsina                                                                           |
| Ministre de l'Armée | Félix Álvarez-Arenas y Pacheco                                                                     |
| Ministre de la Marine | Gabriel Pita da Veiga y Sanz (jusqu'au 15/04/1977) Pascual Pery Junquera                           |
| Ministre des Finances | Eduardo Carriles Galarraga                                                                         |
| Ministre de l'Intérieur | Rodolfo Andrés Martín Villa                                                                        |
| Ministre des Travaux publics | Leopoldo Calvo-Sotelo y Bustelo (jusqu'au 25/04/1977) Luis Ortiz González (à partir du 11/05/1977) |
| Ministre de l'Éducation et de la Science | Aurelio Menéndez y Menéndez                                                                        |
| Ministre du Travail | Álvaro Rengifo Calderón                                                                            |
| Ministre de l'Industrie | Carlos Pérez de Bricio                                                                             |
| Ministre de l'Air | Carlos Franco Iribarnegaray                                                                        |
| Ministre de l'Agriculture | Fernando Abril Martorell                                                                           |
| Ministre, secrétaire général du Mouvement national | Ignacio García López                                                                               |
| Ministre du Commerce | José Lladó Fernández-Urrutia                                                                       |
| Ministère de l'Information et du Tourisme | Andrés Reguera Guajardo                                                                            |
| Ministre du Logement | Francisco Lozano Vicente                                                                           |
| Ministre des Relations syndicales | Enrique de la Mata Gorostizaga                                                                     |

## Historique du gouvernement

### La réforme tambour battant
La première étape en ce début d’été 1976, pour le nouveau gouvernement, est de reprendre la réforme du code pénal, et reprendre le fils de discussions, très mince, entamé par Juan Carlos avec l’opposition*.
Le 5 juillet, la loi sur le droit d’association politique entre vigueur bien qu’il ne soit pas encore confirmé par le code pénal . Le lendemain, sept partis s’enregistre au Ministère de l’intérieur dont quatre se réclament de l’idéologie Phalangistes. Les observateurs font remarquer que le Mouvement National est en mort cérébrale, puisque cette légalisation symbolise l’éclatement du parti unique.

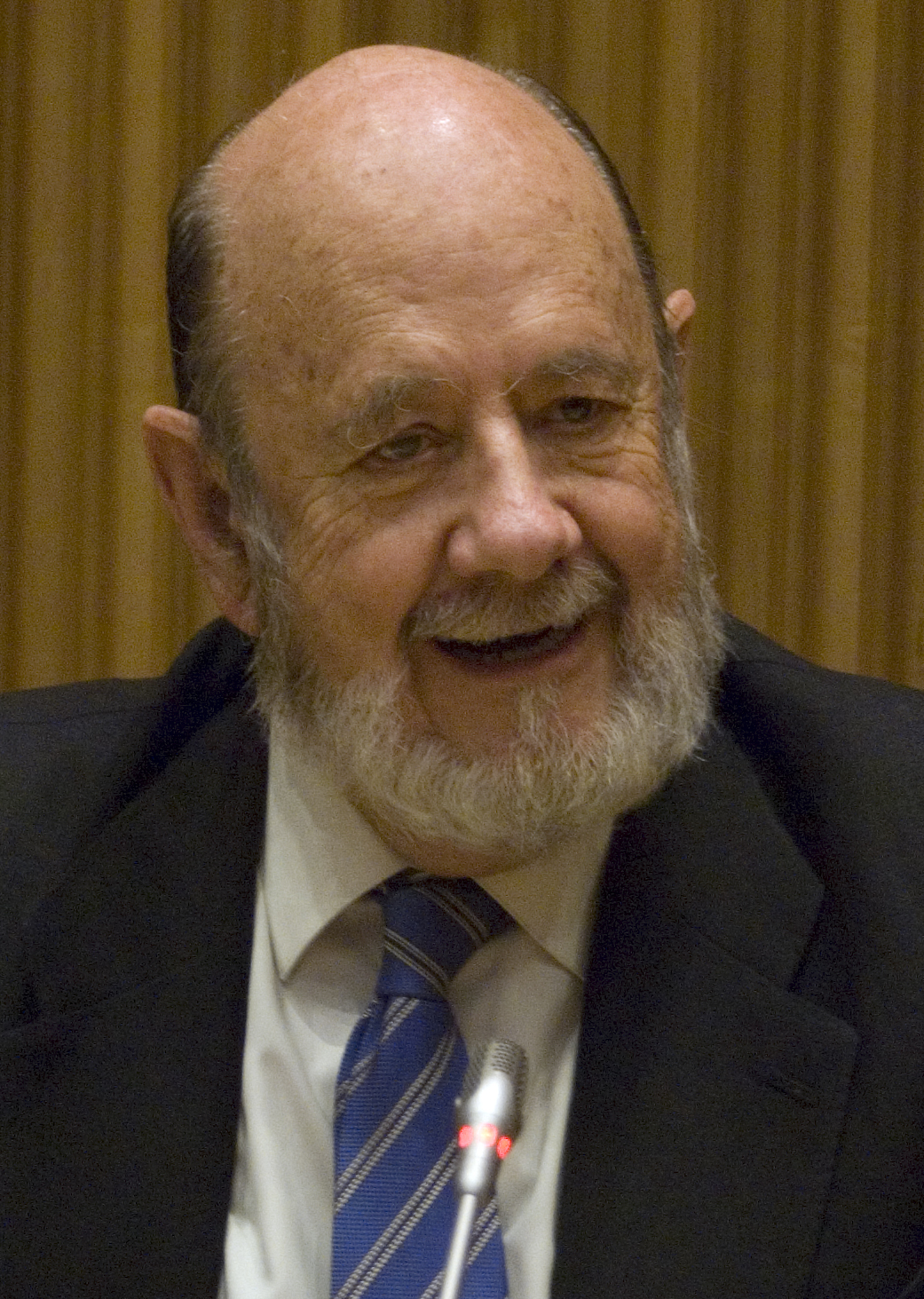
José María Gil-Robles y Gil-Delgado (ici en 2011) est le premier interlocuteurs de l'opposition démocrate-chrétienne à être reçu par le nouveau gouvernement

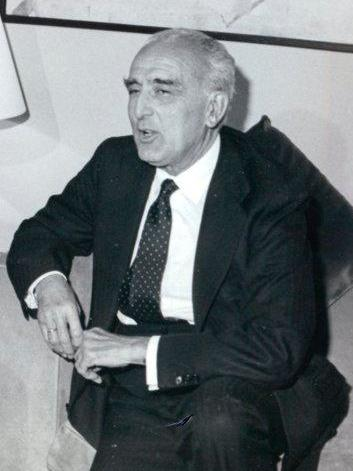
Joaquim Ruiz Giménez (ici en 1983) est le premier interlocuteurs de l'opposition Social-démocrate à être reçu par le nouveau gouvernement

Le 12 juillet le vice-président Osorio rencontre le fils de José Maria Gil-Robles, Joaquim Ruiz Giménez le lendemain. Osorio tenta de rassurer ses interlocuteurs sur les intentions du gouvernement, mais retira de ses entretiens, notamment de celui avec Ruiz Giménez, l'impression que l'acceptation du projet réformiste par l'opposition dépendait en grande partie de l'attitude que le gouvernement adopterait sur la question de la légalisation du Parti communiste. Le 14 juillet, les cortes examinent à nouveau la réforme du code pénal. Le gouvernement présente un nouveau texte dans lequel figure une clause selon laquelle les associations « soumises à une discipline internationale où qui se propose d'implanter un système totalitaire » seraient déclarées illégales. Mais le rapporteur de la commission des lois, présente un amendement dont la formulation gomme le caractère ouvertement anticommuniste de la première formulation. Il proposait en effet que soit déclarée illégale les associations « contraire à la dignité ou à la liberté humaine où s'oppose au pluralisme associatif comme instrument de participation politique. » Fernandez Miranda, invoquant le règlement, refusa de soumettre ce dernier amendement au vote des procuradores mais il tente en revanche de faire passer l'amendement de la commission des lois. Le résultat du vote fut de 190 voix pour et 240 voix contre. Il y eut 49 attentions, parmi lesquelles celles des membres du gouvernement. Les ministres civils approuvaient la formule proposée par la commission des lois, mais il dure tenir compte de l'attitude du général de Santiago qui se montre intraitable et menaces de « voter contre tout » sinon adopté un amendement qui permettait à la légalisation du Parti communiste. La réforme du code pénal fut finalement adoptée dans sa rédaction initiale par 245 voix pour, 175 contre et 57 abstentions. L'incident avait de quoi inquiéter le gouvernement, il confirmait que la question la plus délicate qu'ils auraient à affronter serait celle de la légalisation du Parti communiste, et il laissait présager aussi qu'il aurait des difficultés à trouver la majorité des deux-tiers nécessaire à la réforme des lois fondamentales. L'attitude intransigeante du général de Santiago annonce, en plus, de future tension au sein de l'armée.
Le même jour, Suárez reçut Gomez Llorente, représentant de l'opposition socialiste. Il fut surtout question de l'opposition du PSOE à l'intervention du ministère de l'Intérieur dans la légalisation des partis, ainsi que de son hostilité à celle du PSOE historique. En revanche, le sort du Parti communiste ne fut pas évoqué lors de cet entretien.
Le 30 juillet, lors du conseil des ministres présider par Juan Carlos et Adolfo Suárez à La Corogne, un Décret-loi d’amnistie est promulgué et qui concerne « tous les délits et fautes d’intentionnalité politique et d’opinion » avec la seule exception de ceux qui auraient « mis en péril ou blessé la vie ou l’intégrité des personnes ». Sont aussi incluses les infractions d'opinion  et les infractions à l'intentionnalité politique . Cette amnistie est beaucoup plus généreuse que celle de novembre 1975 et elle est bien accueillie par l'opposition : le 7 août, la Coalition Démocratique publia un communiqué dans lequel elle réaffirme la nécessité d'une rupture démocratique, mais reconnaissait aussi l'utilité d'une négociation avec le gouvernement.
Le 8 septembre, Suarez reçoit les ministres militaires et 29 responsables des forces armées au cours de laquelle Suarez insista sur la réforme des institutions et la réconciliation nationale. Les militaires crurent recevoir, à ce moment-là, l’assurance que le Parti Communiste ne serait pas légalisé.
Le 10 septembre, l'avant-projet de la loi sur réforme politique fut approuvé par le Conseil des ministres : il se compose d'un préambule de 5 articles, 3 dispositions transitoires et d'une disposition finale. Le projet établit un système avec un congrès des députés de 350 membres élus à la proportionnelle et un Sénat qui assurerait la représentation des entités territoriales et composée de 204 membres élus au scrutin majoritaire. Le roi désignerait les présidents des 2 chambres et du conseil du Royaume et pourrait en outre nommer un nombre de sénateurs non supérieur au 5e des élus. L'initiative de la réforme constitutionnelle revenait au gouvernement et au congrès des députés et il était prévu qu'en cas de désaccord entre le congrès et le Sénat, le texte litigieux devrait être approuvé par la majorité absolue des 2 chambres réunies. Le roi a la faculté de consulter le peuple par référendum avant de sanctionner une réforme constitutionnelle. Il pourrait aussi organiser un référendum prospectif, sur une question de caractère constitutionnel, dont les résultats s'imposeraient à tous les organes de l'État.
Le 11 septembre, après d’âpre négociations, le gouvernement autorise pour la première fois depuis 1939, la célébration de la fête patriotique catalane, la Diada.

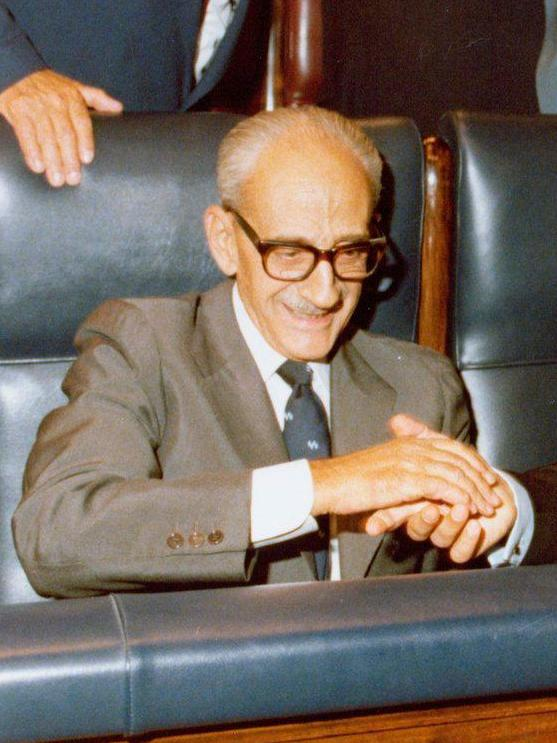
Le général Manuel Gutiérrez Mellado remplace le général de Santiago, démissionnaire

Le 22 septembre, prétextant l'ébauche d'un projet de loi portant sur la légalisation des organisations syndicales, qui ouvrirait selon lui la voix à une légalisation du PCE, le général de Santiago démissionne. Il fut remplacé par le général Manuel Gutiérrez Mellado qui occupait les fonctions de chef de l'État-major Central. Ancien combattant de la guerre civile mais de réputation libérale, il suscite la méfiance de ses collègues gradés.  
Le 8 octobre, le Conseil national du Mouvement fait connaître son avis sur le projet de réforme. Il rejeta le préambule, clairement démocratique, et suggéra qu'il fut supprimé. Il demanda que l'élection des 2 chambres se fasse au scrutin majoritaire et que le Sénat demeure une chambre de représentation d'intérêt culturel, professionnel et socio-économique. Il recommande en outre que l'initiative constitutionnelle d'origine parlementaire soit exercée conjointement par le congrès des députés et par le Sénat. Par ailleurs, il recommande que toute initiative de réforme constitutionnelle d'origine non parlementaire soit approuvée par les 2 chambres.  
À travers ces amendements, le Conseil national cherche, sans aller jusqu'à vider complètement le projet de son contenu réformateur, à en limiter la portée en maintenant en vigueur le principe de la représentation corporative pour le recrutement de sénateurs, et en faisant participer ceci à l'initiative constitutionnelle, les dignitaires du régime se ménageait une base de repli d'où il pourrait continuer à exercer un contrôle sur le processus constitutionnel à venir. Mais Suárez, qui s'était contenté de prononcer une brève allocution pour présenter le projet et qui n'avait pas jugé utile d'assister au débat, n'a aucune intention de ne pas suivre les recommandations du Conseil national. Il accepta de supprimer le préambule, mais ne modifie aucun article.  
Le projet fut soumis au Cortes par la procédure d'urgence, si bien que les débats commencèrent le 16 novembre. Le premier à prendre la parole au nom de la commission de rapporteurs fut Miguel Primo de Rivera, le neveu de José Antonio Primo de Rivera, fondateur de la Phalange. Choix stratégique et symbolique du président des Cortes, Fernandez Miranda face aux remuants parlementaires du Bunker. D’ailleurs, Miguel Primo de Rivera fera habillement référence de sa parentèle dans son discours de présentation du rapport de la commission qui conservait intact le texte du gouvernement. Sauf que la commission rendit obligatoire la consultation référendaire. Le gouvernement n’y fit pas objection.  

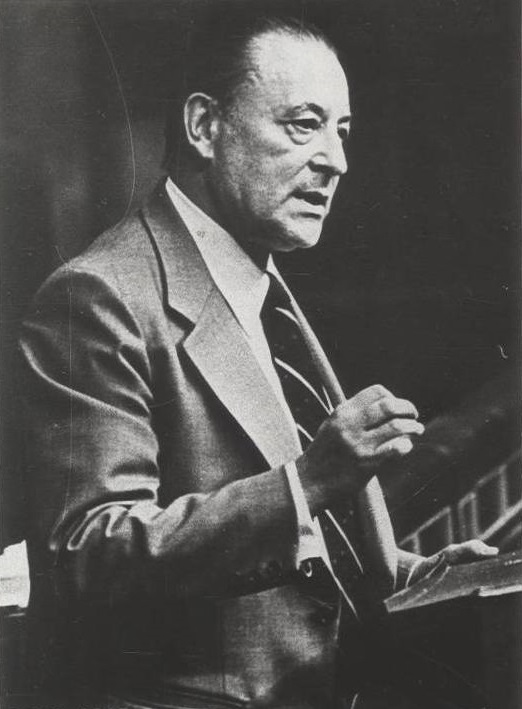
Blas Piñar opposant résolut à la Loi pour la réforme politique

S’ensuivit la prise de parole du principale représentant du « Bunker », Blas Piñar, qui qualifia le texte de trahison. Puis celle d’un nouveau groupe, Alliance Populaire, qui proposa l’abandon du scrutin proportionnel pour un scrutin majoritaire ; en outre il réclama que la future loi électorale fut approuvée par les Cortes franquistes et non par le gouvernement. Tout cela assorti d’une menace d’abstention si les amendements déposés par Alliance Populaire n’étaient pas pris en compte par le gouvernement.  
Sans les voix des 183 « procuradores » d’Alliance Populaire, le gouvernement avait peu de chance de faire passer sa réforme sans les 2/3 nécessaires pour obtenir la majorité. transiger proposons une formule de compromis qui consistait à maintenir la représentation proportionnelle, mais avec gratis destinée à éviter la fragmentation du congrès député de points au lieu d'une circonscription électorale unique, ignorer longtemps de circonscription que de province et chacune d'entre elles élira un nombre minimal de députés point une fois c'est cet obstacle levé la bulle on procéda au vote dont le résultat n'est pas ça toutes les espérances du gouvernement point le projet de réforme politique fut en effet approuvé le 18 novembre par 425 voix, contre 59 votes négatifs et 13 abstentions.

### La campagne référendaire

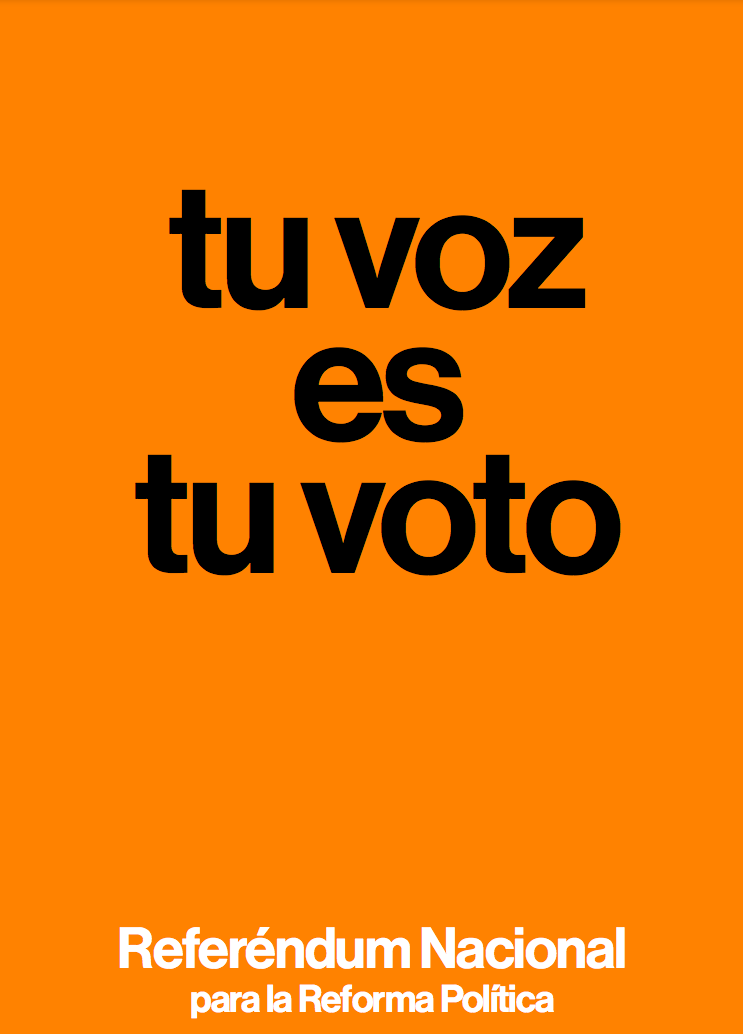
Affiche électoral du référundum du 15 décembre 1976.

Le 27 novembre, l'opposition publie un communiqué dans lequel elle accepte de négocier avec le gouvernement sous réserve des modalités suivant : légalisation de tous les partis politique et organisation syndicale ; reconnaissance et garantie des libertés politiques et syndicales ; dissolution du moviento et neutralité politique de l’administration publique ; amnistie politique complète ; l'accès aux médias publics ; négociation sur des normes de régulations  du référendum et des prochaines élections ; l'autonomie régionale. Refus du gouvernement qui ne souhaite toujours pas reconnaître le Parti communiste espagnol comme l’un des interlocuteurs de l'opposition. Ce qui en résulte l'éclatement de l'unité de l'opposition. Le 7 décembre l'opposition publie la liste des personnes chargées de la représenter dans les négociations avec le gouvernement sans inclure Santiago Carrillo leader du Parti communiste. Le lendemain lors du 27e congrès du PSOE, le premier depuis le la fin de la guerre civile espagnole , Felipe Gonzalez constata « une crise profonde au sein de l'opposition parce que le plan de réforme politique du gouvernement a exacerbé les différences de conception qui existaient en son sein. »  
Ne voulant pas se laisser faire isoler par le PSOE et le gouvernement, le PCE décide de convoquer le 10 décembre une conférence de presse clandestine, à Madrid. Santiago Carrillo affirme, devant un parterre de journaliste, qu’une éventuelle mise à l’écart des communistes dans le processus à venir, invaliderait la réforme politique et se dit prêt à s’entretenir avec le Roi. Une façon indirecte de reconnaitre les résultats du référendum avant même sa tenue.
Le 11 décembre, le GRAPO enlève le président du conseil d’État, Antonio Maria de Oriol y Urquijo, ancien ministre de la justice sous Franco et membre du “Bunker”.  Les ravisseurs, menace de tuer leur otage si le gouvernement ne se conformait pas à leurs exigences.
Le 15 décembre le oui l’emporte avec 16 573 180 voix, soit 94,2% ; contre 450 102 voix pour le non, soit 2,5 %. Avec une participation de 77,4 % des citoyens, c’est un succès pour le gouvernement même si cela ressemble à un score plébiscitaire et que l’opposition est donnée une consigne d’abstention. Pour sa part, Adolfo Suárez s’empressa de déclarer qu’il n’y eu ni vainqueur ni vaincu et que seule la démocratie était sortie victorieuse du référendum. Cependant en Guipuzcoa et en Biscaye, l’abstention est supérieure à 50%.  

### La transition négociée et le cas du parti communiste
Alors que le gouvernement s’apprête à recevoir la commission des neufs, Santiago Carrillo est arrêté alors qu’il sort d’une réunion politique du PCE, le 22 décembre. Stupeur et gêne absolu, que faire de ce prisonnier très encombrant sans mettre le feu à l’opposition et sans se laisser déborder par la Droite ?* D’autant que selon la loi encore en vigueur, être ou se déclarer communiste est passible de prisons, sans jugement. Après moult hésitations, Suárez propose à Carrillo entre l’exil ou le passage devant le Tribunal d’ordre public. Carrillo choisit la seconde, panique. Le 30 décembre, un conseil des ministres extraordinaire se réunit, approuve la libération de Carrillo ainsi que la suppression du Tribunal d’ordre public devant lequel Santiago Carrillo est inculpé, enfin être ou se déclarer communiste entraine toujours une inculpation mais plus à la prison sans jugement préalable . Par cet acte, la question de la légalisation du Parti communiste espagnol est posée et la libération de son leader fait de lui un politique courtisé par une bonne partie de la classe politique naissante et discrètement protégé par la police 

Drapeau basque appelé Ikurriña.

Le 18 janvier 1977, l’ikurrina, le drapeau nationaliste basque, dont l'usage était interdit depuis un décret pris par Franco en 1937, est désormais toléré.
Du 23 au 28 janvier 1977 se déroule à Madrid un ensemble d'évènements tragiques, à dominante terroriste : le 23 janvier, un étudiant est tué par un activiste d'extrême droite lors d'une manifestation pro-amnistie. Le lendemain, le groupe GRAPO enlève le lieutenant général Viallaescusa Quilis, président du Conseil supérieur de justice militaire. Quelques heures plus tard, une étudiante décède dans une manifestation, percutée par une grenade lacrymogène lors d'une charge policière. Plus tard, dans la soirée, une bande d’individus armés de mitraillettes pénètre dans un cabinet d’avocats, spécialisé dans le droit du Travail et proche du parti Communiste, tuant à bout portant 5 personnes et en blessant gravement quatre. 
Les funérailles des victimes, suivies par des dizaines de milliers de personnes, donnent au Parti Communiste l’occasion de fournir la preuve non seulement de sa force mais aussi de sa modération. La manifestation pacifique contre les violences terroristes et de l’ultra-droite met Suárez face à une évidence : comment doter les élections de juin d’une crédibilité démocratique sans le PCE. Ses ministres les plus proches, Osorio et Martin Villa, sont du même avis ainsi que le Roi . 
Le 28 janvier, le GRAPO frappe à nouveau en assassinent 4 membres des forces de sécurité. Leurs enterrements donnent lieu à de vifs incidents provoqués par les sympathisants du bunker- vivas à Franco, salut phalangiste, slogans hostiles au communisme, au gouvernement, aux Francs-maçons, intonation du Cara al sol- et bousculant le vice-président du gouvernement, le général Guitiérez Mellado, accusé de trahison par la foule
Le 31 janvier, Suárez transmet, via sa directrice de cabinet, Carmen Diez de Rivera, une demande de rencontre à Santiago Carrillo, tout en précisant que la légalisation de tous les partis politique était un sujet complexe et qu’il subissait d’énormes pressions pour faire échouer le processus.  
Le 8 février, sur la demande du PSOE , le gouvernement publie un nouveau décret-loi  qui octroie au seul Tribunal Suprême la capacité de refuser l’inscription d’un parti politique au registre des associations. Le ministère de l’intérieur peut différer la légalisation d’un parti, mais non la refuser .  
Le 10 février, le PSOE-intérieur et le PSOE-historique présentèrent leur demande de légalisation. Le lendemain, le PCE fit de même, après avoir réécrit ses statuts sans en référer à ses militants. Le ministère de l’intérieur refusa et transmit le dossier au Tribunal suprême. Entre-temps eut lieu un incident imprévu : le 24 février, prétextant son opposition à la légalisation du PSOE-historique, le PSOE-intérieur quitte la commission de négociation avec le gouvernement. Ce qui incita Suárez à accélérer sa rencontre avec Santiago Carrillo, se disant convaincu qu'en obtenant que le PCE reconnaisse publiquement la monarchie et le drapeau « rojo y oro », il placerait les socialistes de l'intérieur dans une position difficile, puisque c'était la vraie raison de leurs départs de la commission des neufs.  
La rencontre a lieu dans les faubourgs de Madrid, le 27 février. Aux revendications de Suárez, Carrillo lui rétorque : ” […] pour nous, l'essentiel c'est la démocratie. Si dans les conditions actuelles le roi la rétablit, nous pourrons nous intégrer dans une monarchie constitutionnelle. Nous sommes républicains, mais non comprenons que si le roi joue un rôle charnière entre la dictature et la démocratie, il aura créé une situation de fait, irréversible.” . Rassuré mais ne faisant aucune promesse, Suárez autorise cependant l'organisation à Madrid les 2 et 3 mars, d'un sommet eurocommuniste auquel sont conviés Enrico Berlinguer et Georges Marchais . Suárez attendit le verdict du tribunal suprême mais le 30 mars, le tribunal se déclara incompétent en la matière, mettant ainsi le gouvernement dans une situation délicate. Il était désormais clair que la légalisation du PCE ne pourrait relever que d’une décision politique. Après avoir obtenu l’accord du roi, Suárez prépara minutieusement l’opération qui devait être menée dans des conditions telles que les adversaires de la légalisation n’ait pas le temps de réagir. Après avoir mis au courant ses principaux ministres (Osorio, Garcia Lopez, Landellino lavilla, Martin Villa, Gutierrez Mellado) il prend la décision de légaliser le PCE le 9 avril, samedi saint où l’activité politico-médiatique est moindre. Ce qui n’empêche pas un large parti du spectre post-franquiste de la droite conservatrice de manifester sa plus vive désapprobation   comme ABC ou Manuel Fraga. L’armée aussi, proteste en la personne du ministre de la marine, l’amiral Pita de la Veiga, qui démissionne le 12 avril. Le lendemain, le comité central du PCE reconnait la monarchie et le drapeau rouge et or. Ce qui, là non plus, ne se fit pas sans quelques remous .  
Malgré cette étape décisive, l’approche du 1er mai revêt encore d’un enjeu symbolique fort, si bien qu’à peine légalisés le 28 avril 1977, les syndicats se voient dans l'impossibilité d’organiser des manifestations ou des défilés le 1er mai par le ministère de l’intérieur. S'il y a des négociations ici ou là avec des gouverneurs civils, les consignes très sévères du ministre de l’intérieur entrainent des crispations et des affrontements. Madrid et Barcelone seront les plus touchées par ces affrontements. Pourtant certains rassemblements se déroulent dans le calme comme l’hommage à Pablo Iglesias organisé par l’UGT à Madrid .  
Le 3 mai, considérant le débat sur la légalisation des parties clos, Adolfo Suárez annonce à la télévision la date des prochaines élections générales, le 15 juin 1977, ainsi que de sa propre candidature.